# Знобь-Трубчевская
Знобь-Трубче́вская (укр. Зноб-Трубчевська) — село,
Знобь-Трубчевский сельский совет,
Середино-Будский район,
Сумская область,
Украина.
Код КОАТУУ — 5924481701. Население по переписи 2001 года составляло 522 человека.
Является административным центром Знобь-Трубчевского сельского совета, в который, кроме того, входят сёла
Карпеченково,
Кудоярово,
Любахово и
Улица.

## Географическое положение
Село Знобь-Трубчевская находится на левом берегу реки Знобовка,
выше по течению на расстоянии в 1,5 км расположен пгт Знобь-Новгородское,
на противоположном берегу — сёла Карпеченково и Кудоярово.
Рядом с селом проходит граница с Россией.
Рядом проходит железная дорога, станция Чигинок в 4-х км.

## История
Село было основано до середины XV века, в то время, когда Северские земли входили в состав Великого Княжества Литовского, а может быть и раньше. Об этом свидетельствуют данные, содержащиеся в «Записях земельных дач короля Казимира», согласно которым в середине XV века Знобов уже существовала и в 1457 году была пожалована великим князем литовским и королём польским Казимиром Ягеллончиком.
С 1503 года и до заключения в декабре 1618 года Деулинского перемирия Знобь-Трубчевская входила в состав Великого княжества Московского и Русского царства, а после заключения Деулинского перемирия отошла к Речи Посполитой.
В начале двадцатых годов XVII века село было даровано шляхтичу Яну Завольскому, который через несколько лет уступил его новгород-северскому подкоморию Счастному Вышелю.
В 1629 году Щастный Вышель продал село князю Петру Юрьевичу Трубецкому (? - 1644), камергеру польского двора и стародубскому маршалку. В его владении оно находилось до его смерти, наступившей в 1644 году, после чего перешло по наследству к его жене Елизавете Друцкой-Соколинской и сыну Юрию Петровичу Трубецкому.
Однако в их владении Знобь-Трубчевская находилась недолго, поскольку уже в 1645 году была включена в состав Русского царства, а 7 марта 1660 г. передана вместе с Трубчевским уездом князю Алексею Никитичу Трубецкому (1660–1680).
После смерти князя Алексея Трубецкого, наступившей в 1680 году, Знобь-Трубчевская перешла в наследство к его крестнику - Петру I и с тех пор находилась в ведении Приказа большого дворца, а ее жители имели статус дворцовых крестьян и принадлежали лично царю и членам его семьи.
В конце XVІІІ в. Знобь-Трубчевская была пожалована тайному советнику Осипу Степановичу Судиенко и находилась в его владении до его смерти, наступившей 4 декабря 1811 года, после чего перешла по наследству к его сыну Михаилу Осиповичу Судиенко, который в 1860 году владел в ней 80 дворами и 232 крепостными мужского пола.
После смерти М.О. Судиенко, наступившей 8 сентября 1871 года, все его знобь-трубчевские владения унаследовал младший сын Александр Михайлович Судиенко (28.07.1832 – 12.04.1882), а от него они перешли к его сыновьям Евгению Александровичу Судиенко и Георгию Александровичу Судиенко.
До революции в Зноби-Трубчевской действовала православная Георгиевская церковь, при которой функционировала одноклассная церковно-приходская школа.
С 1861 года село входило в состав Селецкой волости Трубчевского уезда Орловской губернии, с 1920 года – Селецкой волости Трубчевского уезда Брянской губернии, с 1925 года – Трубчевской волости Почепского уезда Брянской губернии187, а после принятия Президиумом ЦИК СССР постановления от 16 октября 1925 года «Об урегулировании границ УССР с РСФСР и БССР» было передано в состав Украины. 
Ряд исследователей, как российских, так и украинских, упоминают в своих работах постановление Президиума ЦИК СССР от 19/28 октября 1928 г., пункт "б" которого гласил: "не включать в состав УССР, оставив в границах РСФСР сел. Знобь Трубчевская Трубчевской волости Почепского уезда Брянской губернии и сел. Грудское, бывш. Подыводской волости Севского уезда той же губернии". Тем не менее, дальнейшего освещения в научной литературе данный вопрос не получил, и причина оставления Зноби-Трубчевской в составе УССР после 1928 г. на данный момент точно не известна. 
12 июня 2020 года, согласно распоряжению Кабинета Министров Украины № 723-р «Об определении административных центров и утверждении территорий территориальных общин Сумской области», село вошло в состав Знобь-Новгородской поселковой общины.
19 июля 2020 года, в результате административно-территориальной реформы и ликвидации Середино-Будского района, село вошло в состав новообразованного Шосткинского района.

## Галерея

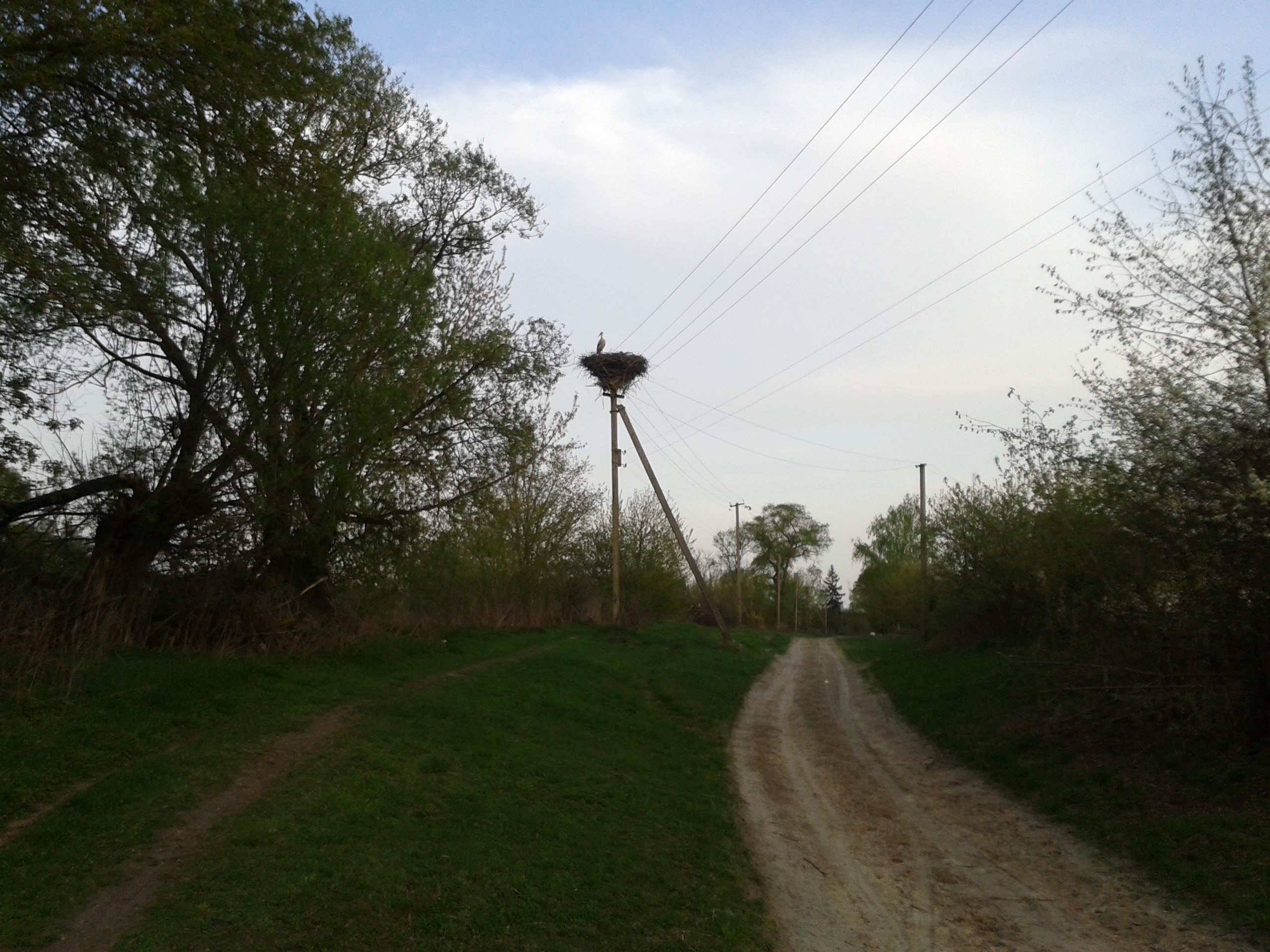
Село Знобь-Трубчевская
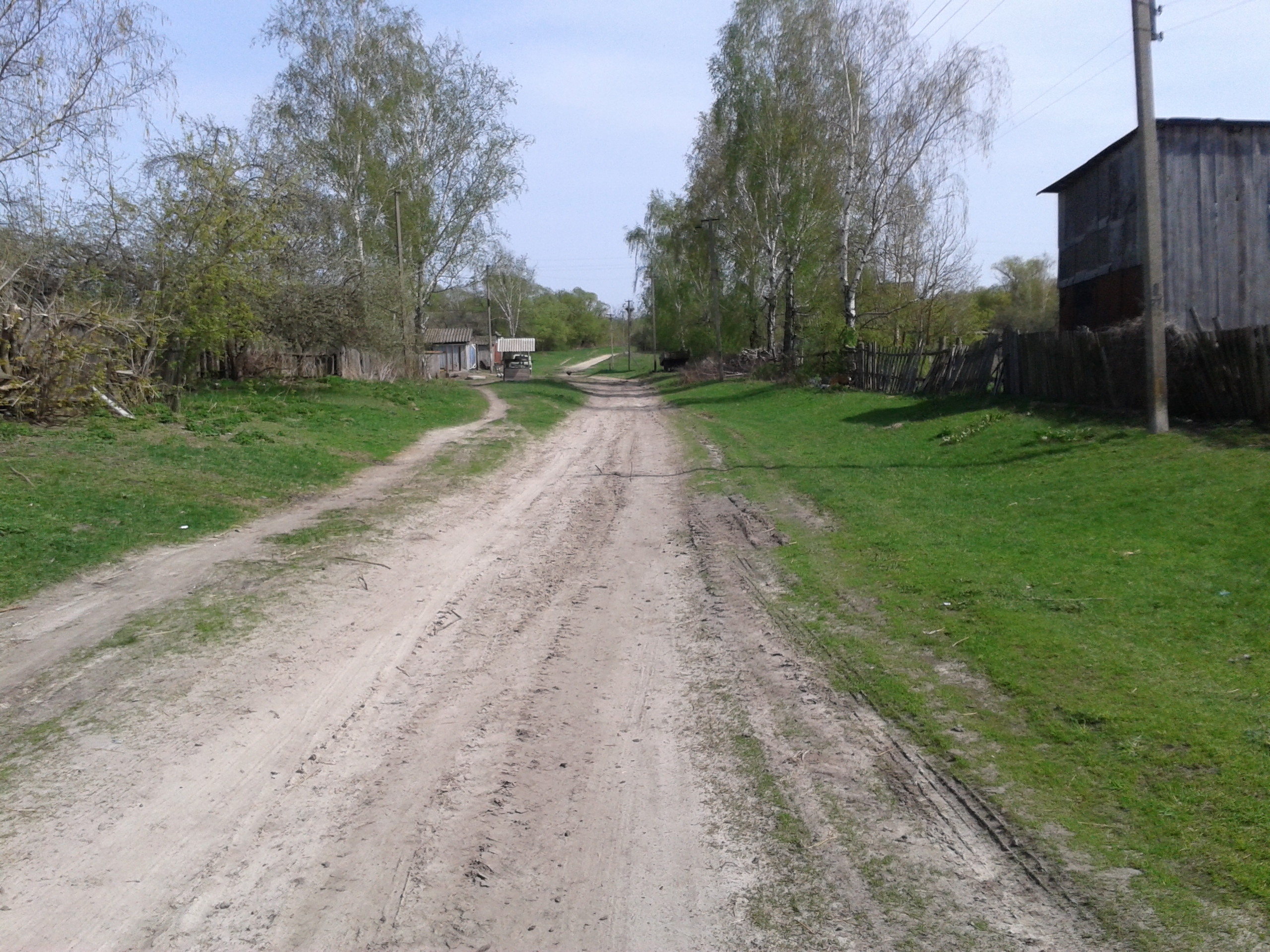
Знобь-Трубчевская
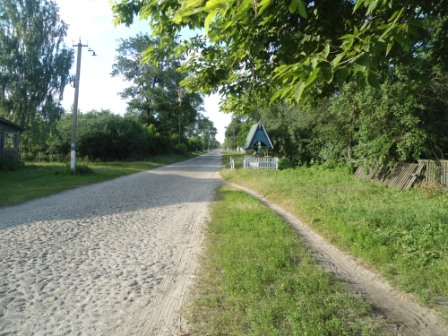
улица Центральная
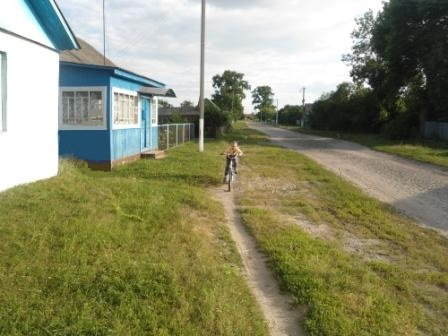
Знобь-Трубчевская в сторону Знобь-Новгородское